# Lithacodia mandarina
Lithacodia mandarina är en fjärilsart som beskrevs av John Henry Leech 1900. Lithacodia mandarina ingår i släktet Lithacodia och familjen nattflyn. Inga underarter finns listade i Catalogue of Life.